# Obsession secrète
Pour plus de détails, voir Fiche technique et Distribution.
Obsession secrète (Secret Obsession) est un thriller psychologique américain coécrit, coproduit et réalisé par Peter Sullivan, sorti en 2019 sur Netflix.

## Synopsis
En pleine nuit de pluie, une femme alertée tente de fuir un tueur et se fait renverser par une voiture. Envoyée à l’hôpital, elle se réveille amnésique et découvre son mari…

## Fiche technique
Sauf indication contraire, les informations mentionnées dans cette section peuvent être confirmées par la base de données cinématographiques IMDb,  présente dans la section « Liens externes ».
- Titre original : Secret Obsession
- Titre français : Obsession secrète
- Réalisation : Peter Sullivan
- Scénario : Peter Sullivan et Kraig Wenman
- Direction artistique : Stephanie Hamilton
- Décors : Jessica Shorten
- Costumes : Jennifer Garnet Filo
- Photographie : Eitan Almagor
- Montage : Randy Carter
- Musique : Jim Dooley
- Production : Barry Barnholtz, Brian Nolan, Jeffrey Schenck et Peter Sullivan
- Société de production : Hybrid Films
- Société de distribution : Netflix
- Pays de production :  États-Unis
- Langue originale : anglais
- Format : couleur
- Genre : thriller psychologique
- Durée : 97 minutes
- Date de sortie : à l'international en juillet 2019

## Distribution
- Brenda Song (VF : Laurence Sacquet) : Jennifer Williams
- Mike Vogel (VF : Damien Ferrette) : Russell Williams/Ryan Gaerity
- Dennis Haysbert (VF : Thierry Desroses) : le lieutenant Frank Page
- Ashley Scott (VF : Laura Blanc) : l’infirmière Masters
- Paul Sloan : Jim Kahn
- Daniel Booko : Russell Williams, le vrai époux de Jennifer
- Scott Peat (VF : Augustin Jacob) : Ray
- Blair Hickey : Scott
- Michael Patrick McGill (VF : Pascal Casanova) : le capitaine Fitzpatrick
- Casey Leach (VF : Shay Haziza) : Charlie
- Jim Hanna : Dr East
- Ciarra Carter : l’infirmière à l’accueil
- Eric Etebari : Xander
- Kati Salowsky : la caissière
- Jennifer Peo : la mère 
  - voix françaises additionnelles : Swan Demarsan et Pierre Margot

## Production
Le tournage a lieu à Pomona et Malibu en Californie en 2018,,.

## Accueil
Le film est diffusé en avant-première mondiale le 18 juillet 2019 sur Netflix.